# Oostelbeers

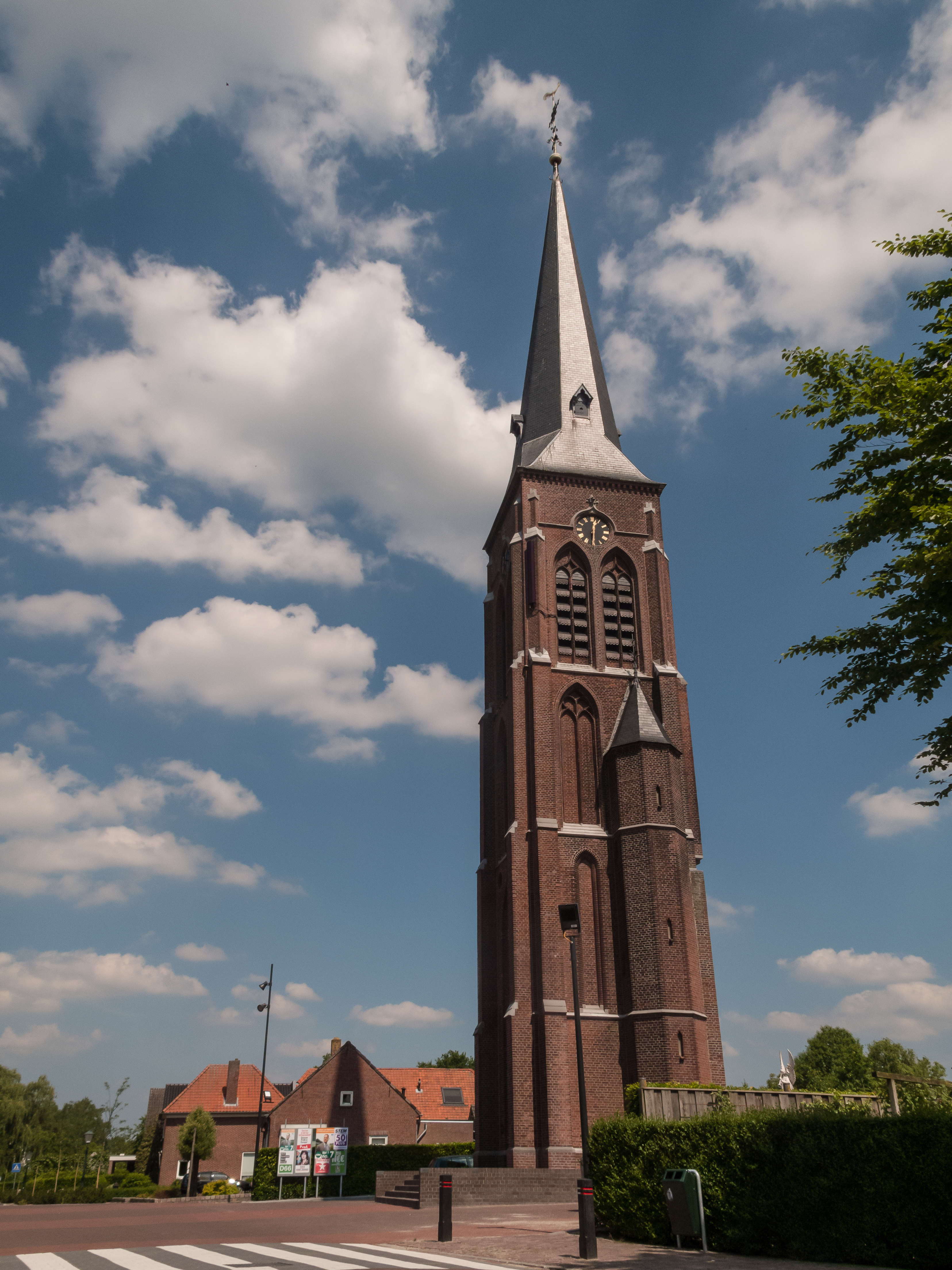
Oostelbeers, de Heilige Andreas en Antonius van Paduatoren

Oostelbeers is een dorp dat deel uitmaakt van de gemeente Oirschot, in de Nederlandse provincie Noord-Brabant, gelegen in de regio de Kempen. Tot 1997 behoorde Oostelbeers tot de gemeente van de drie Beerzen: Oost-, West- en Middelbeers. Op 1 januari 2023 telde het dorp 1.880 inwoners, verdeeld over 745 woningen, op een oppervlakte van 22,5 km².

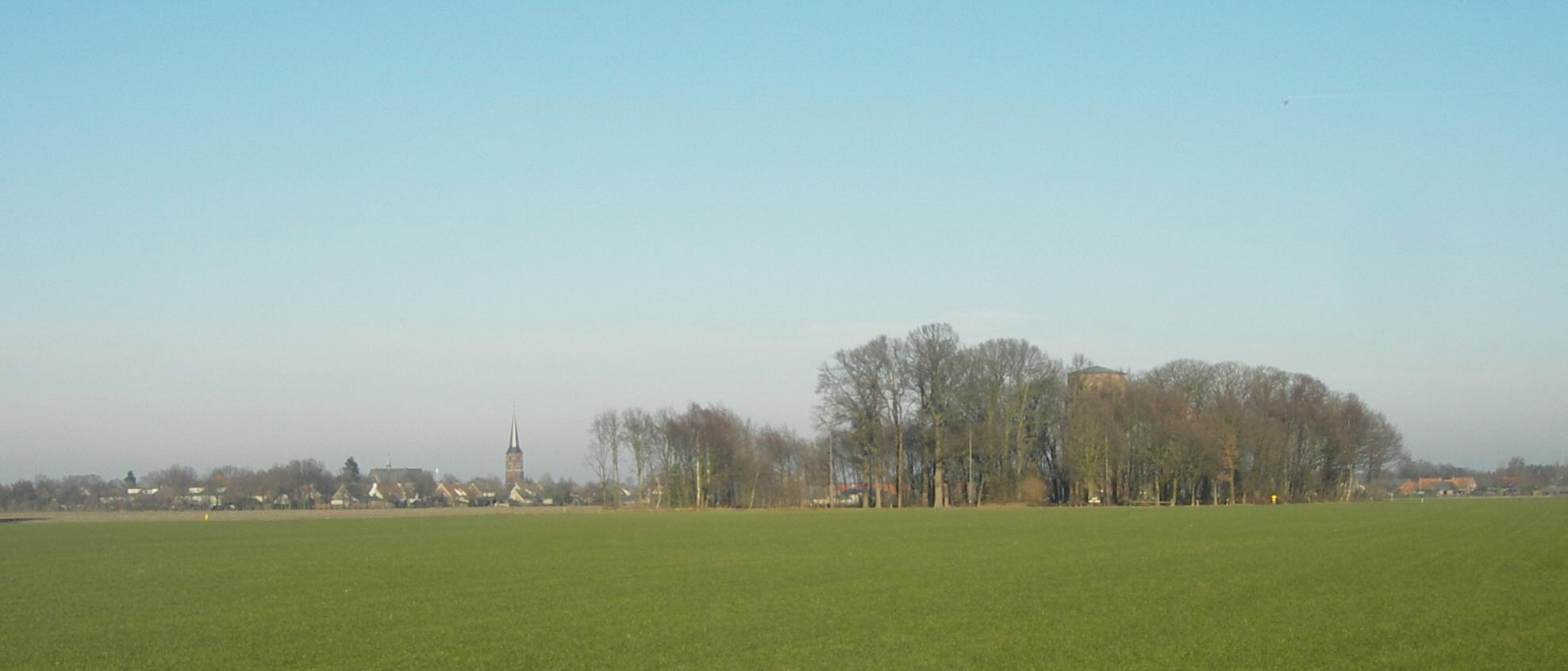
Oostelbeers met de oude toren rechts tussen de bomen.

Oostelbeers is een rustig dorp met veel doorgaand verkeer, en veel minder levendig dan het naburige Middelbeers.

## Buurtschappen
Tot Oostelbeers horen de buurtschappen Andreasstraat, Antoniusstraat, Groenewoud, Haagakkers, Kerkstraat, Driehoek, Langereijt, De Heide, Voorste- en Achterste Hei, Lindeakkers, Hoogeind en Neereind.

## Bezienswaardigheden
- De Oude Toren is de toren van de oude kerk, die gelegen is op ongeveer 700 m ten zuidwesten van het dorp, waar ze eenzaam in de velden staat, omringd door een bosje. Hier oefent ook de schutterij.
- De Neogotische toren stamt van de 19e-eeuwse kerk, die men in 1852 bouwde en waarvan P. Boots de architect was. Deze kerk had 100 zitplaatsen maar geen toren. Die werd pas in 1893 gebouwd. De kerk werd te klein, en daarom werd in 1934 een nieuwe gebouwd, zij het zonder toren. Deze verrees aan het plein tegenover de neogotische kerk. Die werd zwaar beschadigd tijdens de Tweede Wereldoorlog en moest worden gesloopt. De toren bleef bewaard.
- De Heilige Andreas en Antonius van Paduakerk is een eenvoudige bakstenen kerk uit 1934. Rechts ervan staat een Heilig-Hartmonument.
- De pastorie is een fraai omgracht gebouw uit de 19e eeuw.
- Boerderijen aan Kerkstraat 7: een boerderij uit 1840, een boerderij uit 1820, en een rietgedekte schuur, alle fraai gerestaureerd.
- Huis aan de Kerkstraat 4, blijkens het bovenlicht stammend uit 1854.
- Langgevelboerderij, Hoogeindseweg 20, in de buurtschap Hoogeind.
- Schijnvliegveld, in de Tweede Wereldoorlog door de Duitse bezetters aangelegd om de geallieerden te verwarren.

## Natuur en landschap
In de omgeving wisselen in alle richtingen landbouwgebieden af met uitgestrekte bossen en beekdalen.
Ten westen van Oostelbeers stroomt de Kleine Beerze, die voor een deel bestaat uit een omleidingskanaal en voor een deel uit het oorspronkelijke dal met de meanderende rivier. Langs de rivier liggen een wat kleine bosjes, waardoorheen men kan wandelen. Op zo'n 4 km naar het zuidwesten ligt de Landschotse heide, een uitgestrekt heidegebied met een aantal grote vennen.
Ten oosten van Oostelbeers strekt de Oostelbeerse Heide zich uit, een gebied van naaldbos en heide met enkele vennen. Een deel hiervan is militair oefenterrein.
Ten noorden ligt het landgoed Baest, een berken-zomereikenbos dat ook cultuurhistorisch van belang is.

## Nabijgelegen kernen
Middelbeers, Vessem, Wintelre, Oirschot